# Сторожова вежа

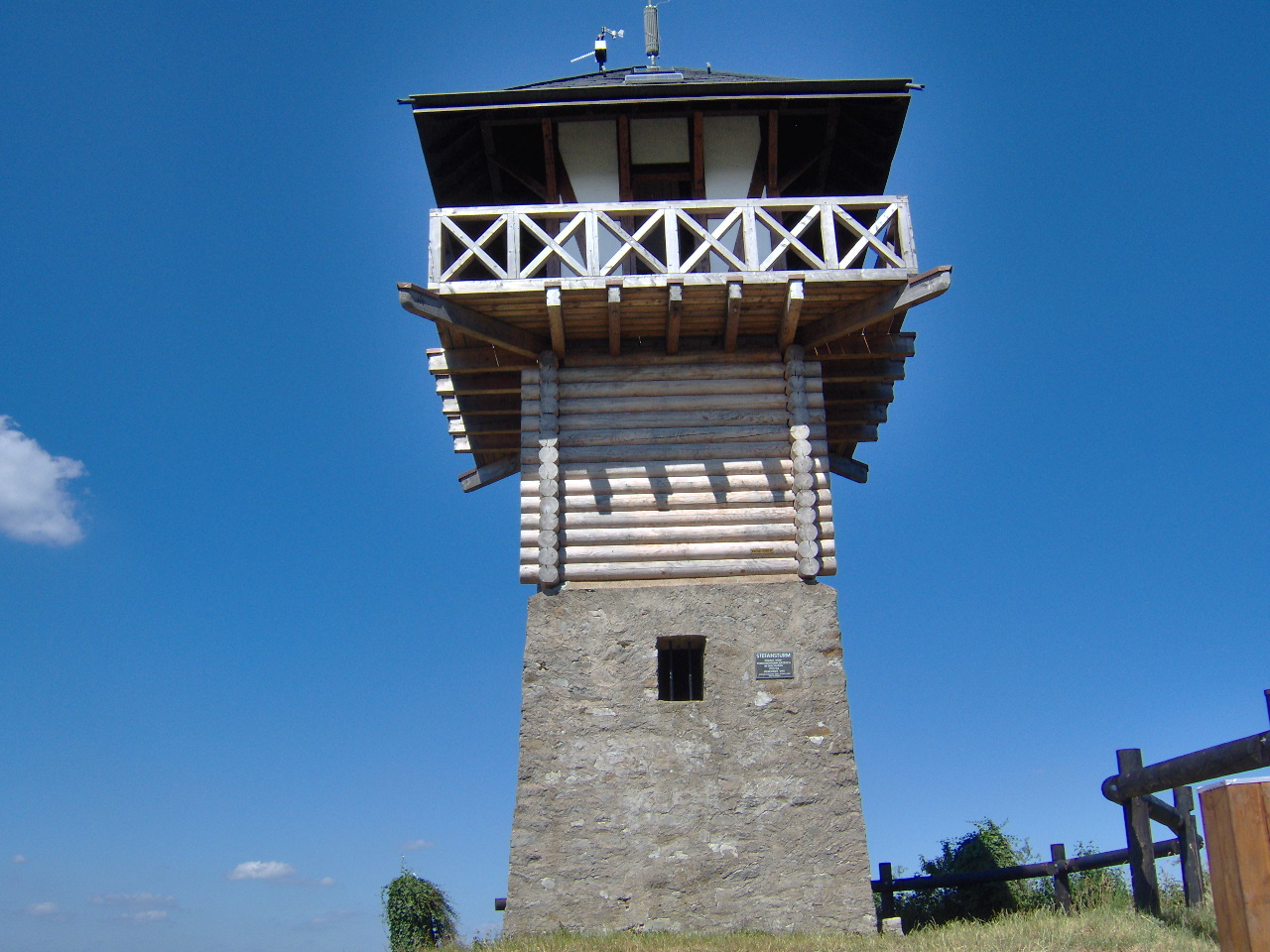
Римська сторожова вежа в Німеччині

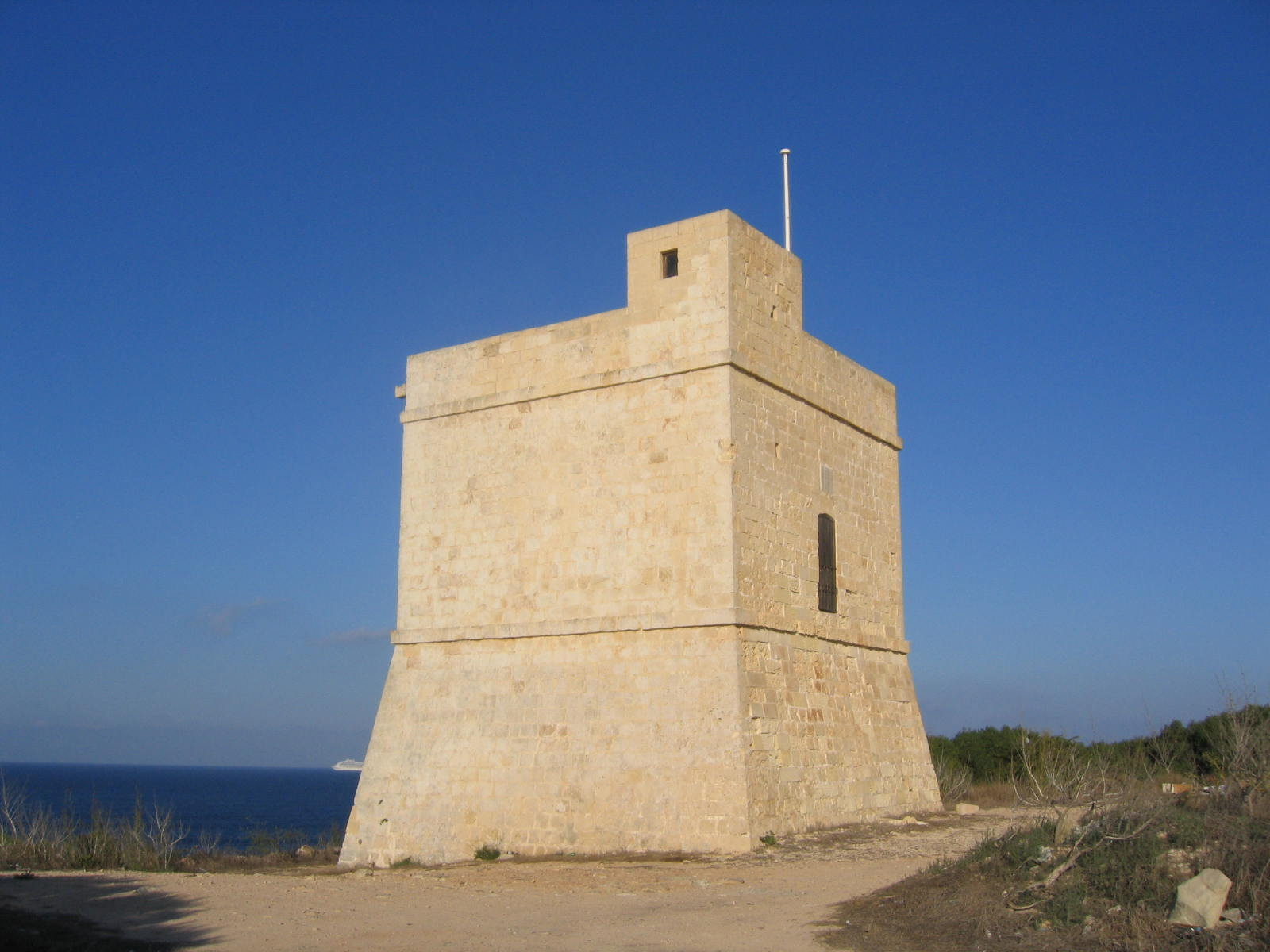
Одна з 14-и сторожових веж (Вежі де Редіна) Мальти і Гозо

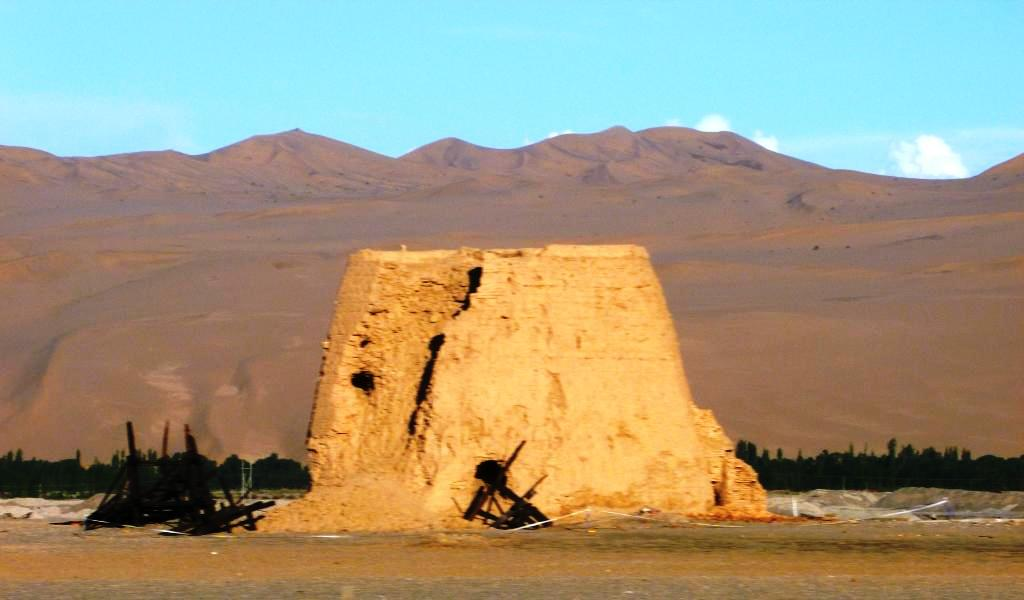
Сторожова вежа династії Хань близько Дуньхуана, Китай

Сторожова вежа (оборонно-сторожова вежа), вартова вежа, варті́вня — сторожова споруда, зведена, як правило, на височині або в стіні укріпленого міста. У ряді країн, наприклад, в Каталонії, існували спеціальні типи веж, призначені саме для охорони території, а не для чогось іншого.

## Історія
В стародавні часи сторожові вежі дозволяли людям здалеку спостерігати за подіями. Сторожі або дозорні, що знаходилися в башті, попереджали місто про наближення кого-небудь до міста. Вони повинні були бити тривогу навіть тоді, коли була лише підозра про наближення противника. Стражі повинні були володіти певним здоров'ям і здібностями. Вони повинні були володіти хорошим зором. Бували випадки, коли сторож дізнавався по ходьбі людину, яка наближалася до вежі.
Функцію оборонно-сторожової вежі в європейських середньовічних фортецях виконує донжон.
У часи Середньовіччя у західних слов'ян кам'яний донжон всередині дерев'яного дитинця іменувався вежею (див. Біла Вежа).